# Polyptyque de Sant'Agostino

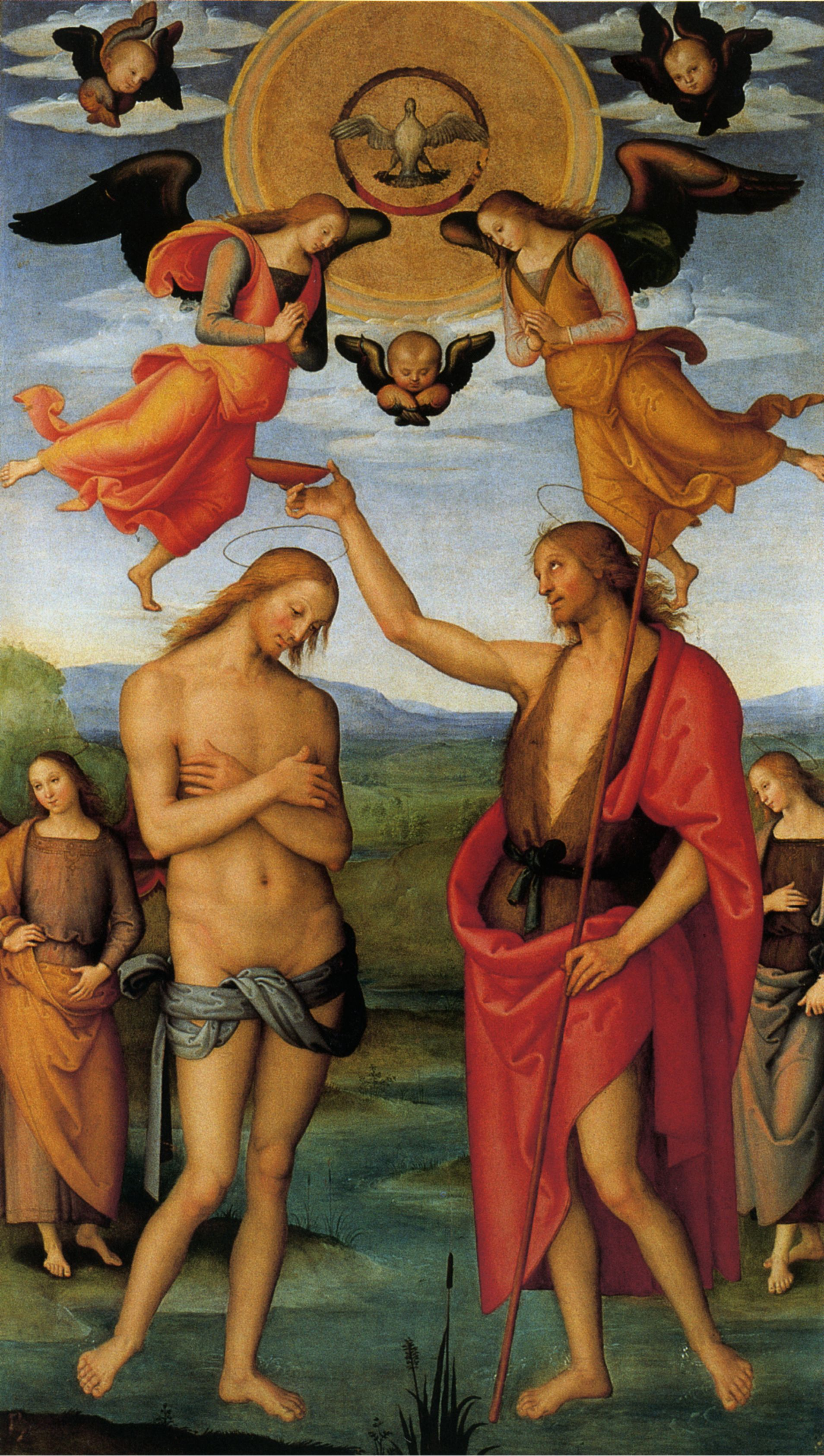
Panneau central du recto : Baptême du Christ.

Le polyptyque de Sant'Agostino (en italien : Polittico di Sant'Agostino) est une peinture religieuse du Pérugin, réalisée en deux étapes : une de 1502 à 1512 environ, et une seconde  de 1513 à 1523 environ ; des éléments nombreux, la plus grande partie est conservée à la Galerie nationale de l'Ombrie à Pérouse.

## Histoire
Le polyptyque était destiné à l'église Sant'Agostino de Pérouse et est considérée comme la dernière grande œuvre de l'artiste, avant sa production tardive, destinée à des centres plus provinciaux. Il a été probablement réalisé en deux phases : 
- 1502-1512 qui comprend les années où l'artiste était au sommet de sa renommée et la période de crise qui éloigna l'artiste des grands centres artistiques (après 1508) ;
- 1513-1523 qui recouvre les années de crise et celles liées aux dernières années de sa vie (après 1520)[1]. L'œuvre sert souvent comme base pour la réévaluation et datation de certaines de ses travaux de son époque tardive[1].

Le polyptyque  a été démembré et ses éléments dispersés à la suite des « suppressions » napoléoniennes.

## Thème
Le panneau principal évoque un épisode de la vie publique du Christ, son Baptême, effectué dans le Jourdain par Jean le baptiste (reconnaissable à ses attributs : peau de bête et bâton croisé). L'iconographie chrétienne impose la présence divine dans les cieux (ici le Saint-Esprit dans une nimbe dorée), des anges assistant à la scène depuis les cieux, des têtes de séraphins et, dans le registre terrestre, des figures saintes.

## Description
Le polyptyque était renfermé dans une grande « machine » architecturale de goût extrêmement moderne, réalisé par Mattia da Reggio et comprenait au moins vingt-huit ou trente panneaux distribués sur deux côtés.
Les panneaux étaient installés au fur et à mesure que l'artiste les terminait en montant successivement la corniche à partir de la boîte de prédelle qui en constituait la base, avec des colonnes, autour des principaux panneaux, un entablement, une cimaise et des montants latéraux.

### Première phase
À la première phase correspondent probablement les peintures de la façade donnant sur la nef :
- Baptême du Christ, 261 × 146 cm, Galerie nationale de l'Ombrie, Pérouse.
- Saint Jean l'Évangéliste et saint Augustin, 173 × 91 cm, Musée des Augustins, Toulouse
- Saints Herculanus et Jacques le Majeur, 173 × 91 cm, Musée des Beaux-Arts, Lyon.
- Ange annonciateur, tondo d'un diamètre de 102 cm, Galerie nationale de l'Ombrie, Pérouse.
- Annonciation de la Vierge (perdu)
- Adoration des mages, 39,5 × 85 cm, Galerie nationale de l'Ombrie, Pérouse.
- Prêche de saint Jean-Baptiste, 39,5 × 84 cm, Galerie nationale de l'Ombrie, Pérouse.
- Noces de Cana, 39,5 × 84,5 cm, Galerie nationale de l'Ombrie, Pérouse.
- Présentation de Jésus au temple, 39,5 × 83,5 cm, Galerie nationale de l'Ombrie, Pérouse.

Les délais imposés par les moines commanditaires de l'œuvre étant très stricts, la prédelle a été réalisée par ses assistants d'atelier d'après un dessin du maître.
Les dessins de la première phase sont caractérisés par un dessin souple et précis fait probablement à l'aide de la  « pointe d'argent » visible au rayonnement électromagnétique à l'infrarouge. La couleur épaisse a du corps, les détails sont nets et représentés avec méticulosité. Pour tous les panneaux, la lumière provient d'une même source, située sur la gauche, déterminant l'inclinaison des ombres.
Le Baptême est une œuvre de grande qualité. Même si la composition n'est pas originale et a déjà été utilisée dans le Polyptyque de l'Annunziata, avec les anges symétriques utilisés dans de nombreuses compositions à partir de La Vierge de la consolation et en arrière-plan un paysage délicat et calme aux couleurs tendres, diffuses et très claires donnant corps à des formes d'une extrême élégance, surtout la figure du Christ et son corps à demi-nu.
Dans les peintures latérales des saints, reproduits par un dessin sûr et précis, un grand soin est porté à la description des fleurs et des petites herbes sur le pré.

### Seconde phase
À partir de 1513, commença la réalisation des panneaux de la face arrière, donnant sur le chœur des frères. Les nombreux compartiments furent livrés à des intervalles irréguliers jusqu'à la mort du maître.
Au centre se trouve L'Adoration des bergers, flanquée de deux couples de saints avec un registre supérieur avec deux saints aux formes remaniées.
Au cours de cette phase, les panneaux de la cimaise furent fournis : L'Éternel bénissant vers la nef et La Pietà vers le chœur ; cette dernière composition faisait partie d'un même panneau, par la suite divisé, avec sur les côtés les tondi des prophètes David et Daniel.
Les panneaux de la seconde phase sont :
- Adoration des bergers, 263 × 147 cm, Galerie nationale de l'Ombrie, Pérouse.
- Saint Sébastien et sainte Irène ou Apolline[4],[5], Musée de Grenoble, Grenoble.
- Saint Jérôme et sainte Marie-Madeleine, 174 × 95 cm, Galerie nationale de l'Ombrie, Pérouse.
- Jeune saint avec une épée, diamètre 102 cm, Musée du Louvre, Paris
- Saint Barthélemy, 89,5 × 74,8 cm, Birmingham Museum and Art Gallery, Birmingham
- Éternel bénissant, 145 × 140 cm, Galerie nationale de l'Ombrie, Pérouse.
- Pietà, 144 × 152 cm, Galerie nationale de l'Ombrie, Pérouse.
- David, diamètre 61 cm, Galerie nationale de l'Ombrie, Pérouse.
- Daniel, diamètre 61 cm, Galerie nationale de l'Ombrie, Pérouse.

Les panneaux de cette phase, à l'exception de ceux des deux prophètes peints à tempera comme éléments purement décoratifs, sont caractérisés par un dessin au pinceau et la couleur voilée de transparence, plutôt que le couvrir le laisse entrevoir afin de déterminer le contour des figures : la rapidité de la technique d'exécution confirme la grande sureté et la maîtrise atteinte par l'artiste désormais âgé.
Les paysages en arrière-plan sont extrêmement simplifiés, sans prés ni fleurs au premier plan, en prévilégiant la centralité des figures et évitant tout motif perturbant. Les figures classiques, que Le Pérugin semble avoir assimilé de son ancien élève Raphaël, émergent solennelles et monumentales.

## Reconstitution possible
|  |  |  |
|  |  |  |
|  |  |  |
|  |  |  |
|  |  |  |

Recto
|  |  |  |
|  |  |  |
|  |  |  |

Verso

## Analyse
Le maître, plus que l'originalité de la composition, a surtout privilégié une réalisation impeccable et de grande qualité, comme démontré par le dessin souple et précis, incisé en phase préparatoire probablement à la pointe d'argent ; la couleur diluée à l'huile est forte et épaisse  sans altérer la typique délicatesse de l'artiste. Chaque détail est rendu avec un grand soin. La direction de la lumière est scrupuleusement étudiée, avec des effets générés dans l'épaisseur des drapés et dans le chatoiement  des couleurs.

## Sources
- (it) Cet article est partiellement ou en totalité issu de l’article de Wikipédia en italien intitulé « Polittico di Sant'Agostino (Perugino) » (voir la liste des auteurs).